# A Cottage for Sale
A Cottage for Sale (Un cottage in vendita) è un brano musicale del 1929. Il testo è di Willard Robison e la musica di Larry Conley. 
La canzone fu pubblicata per la prima volta nel 1929, da allora oltre cento artisti hanno inciso versioni del brano. Le prime versioni della canzone furono pubblicate dai The Revelers nel gennaio 1930 e da Bernie Cummins con la New Yorker Orchestra nel marzo 1930

## Testo e significato
La ballata racconta la straziante storia di una coppia il cui amore è svanito, lasciando dietro di sé solo il ricordo di una casa un tempo fantastica. 
Il tema principale ruota attorno alla perdita e alla nostalgia, mentre il narratore descrive il cottage che ora è in vendita. La metafora del cottage rappresenta dei bei ricordi e una relazione che sta giungendo al termine.
Il narratore inoltre prosegue il tema della perdita e del desiderio e ricorda i sogni che non si sono mai realizzati nel cottage. Aggiungendo un senso di rimpianto per le opportunità mancate. Pertanto ricorda il passato come fosse un periodo di felicità e ottimismo, ora oscurato dalla delusione. 
Infine il narratore affronta la realtà di dover lasciare il cottage e i ricordi ad esso associati e al "caro piccolo sogno".

## Registrazioni
Durante la prima metà del ventesimo secolo, il brano è stato registrato da diversi artisti, quali Leo Reisman con la sua orchestra e con Lew Conrad, Louis Armstrong, Bill Robinson con Irving Mills & Hotsy Totsy Gang, Gene Austin con Leonard Joy e la sua orchestra, Ruth Etting.
Tra gli altri artisti che hanno registrato o interpretato il brano nel corso degli anni vi sono Anita O'Day, Sarah Vaughan, Bing Crosby, Billie Holiday, Eartha Kitt, Ella Fitzgerald, Carol Channing, Django Reinhardt, Harry James, Miles Davis, Kay Starr, Frankie Laine, Art Tatum, Floyd Pepper, Sonny Stitt, Sam Cooke, Johnnie Ray, Sidney Bechet, Ray Charles, Elkie Brooks, Willie Nelson, Leon Redbone, Dave Brubeck, Johnny Hartman, Robson Green & Jerome Flynn, Bill Haley & His Comets,  Hank Williams Jr..

## Incisioni
- 1959: Frank Sinatra (No One Cares album)
- 1959: Roy Hamilton (Have Blues Must Travel album)
- 1959: Chris Connor (Nina Simone and Her Friends album)
- 1960: Little Willie John (Sure Things album)
- 1960: Billy Eckstine (Once More with Feeling album)
- 1961: Howard McGhee (Dusty Blue album)
- 1963: Julie London (Love on the Rocks album Liberty Records LST 7249)
- 1963: Judy Garland
- 1965: Jack Teagarden (Think Well Of Me Verve Records V6 8465 album)
- 1968: Kay Starr and Count Basie (How About This album)
- 1968: James Brown (Thinking About Little Willie John and a Few Nice Things album)
- 1969: Bette McLaurin (The Masquerade Is Over album)
- 1978: Bill Farrell (Lush Life album)
- 1987: Chuck Berry
- 1992: Buddy Montgomery
- 1995: Etta Jones (At Last album)
- 1996: Jackie McLean (Hat Trick album)
- 2001: Dave Van Ronk (Sweet & Lowdown album)
- 2003: Jerry Jeff Walker (Jerry Jeff Jazz album)
- 2003: Holly Cole (Shade album)
- 2005: Les Deux Love Orchestra (King Kong album, featuring Bobby Woods on vocals and Page Cavanaugh on piano)
- 2005: Johnny Mathis (Isn't It Romantic: The Standards Album)
- 2010: Freddy Cole (Freddy Cole Sings Mr. B album)
- 2017: The Newfangled Four (The Newfangled Four album)*

## In altri media
Fats Waller aveva ri-registrato il brano nel 1943 per la colonna sonora del film Stormy Weather. 